# Cladopelma spectabilis
Cladopelma spectabilis är en tvåvingeart som först beskrevs av Henry Keith Townes, Jr. 1945.  Cladopelma spectabilis ingår i släktet Cladopelma och familjen fjädermyggor.
Artens utbredningsområde är Ontario. Inga underarter finns listade i Catalogue of Life.